# 波摩里埃
波摩里埃（拉丁文字轉寫：Pomorie），舊稱安基阿卢斯（希臘語中是、Anchialos；拉丁語中是Anchialus；保加爾語中是Tuthom；保加利亞語中是；土耳其語中是）是位於保加利亞東南部，布爾加斯州的城市。是黑海沿岸的度假區。位於黑海沿岸，布爾加斯灣內的半島中。距離布爾加斯有20公里，Sunny beach有18公里。波摩里埃湖（Поморийско езеро、Pomoriysko ezero）位於布爾加斯諸湖（Бургаски езера、Burgaski ezera）的北端，是鹽分很高的潟湖。2009年12月，波摩里埃的人口有13,569人。
波摩里埃在古代就是都市，今日則是重要的觀光景區。座標位置是42°20′N 27°23′E / 42.33°N 27.39°E。

## 歷史

### 古希臘殖民地，羅馬帝國據點
波摩里埃始建于公元前5世紀至公元前4世紀，當時的名稱是安基阿盧斯，多認為其當時是阿波羅尼亞（Apollonia，現索佐波爾）的殖民地。斯特拉波在他的著作「Geographica」中也有記載這座城市。公元前2世紀，安基阿盧斯一度被默森布里亞（Messembria，現在的內塞伯爾）征服。后阿波羅尼亞又再次征服這裡。安基阿盧斯這個名稱是來自于古希臘語的「anchi-」（附近）和「als-」（鹽，或者是海洋的一種詩意的表現方法）。在公元前72年-公元前71年，波摩里埃及附近地區開始受到羅馬帝國的攻擊。黑海西岸地區在公元前29年至公元前28年期間，完全被克拉蘇統治的羅馬帝國所征服。公元1世紀初期，安基阿盧斯成為奧德里西亞王國的戰略據點，據拜占庭帝國初期的歷史學家普洛可比斯記載，6世紀時這裡有色雷斯人居住。奧德里西亞王國的自治獨立至公元45年為止，安基阿盧斯在這之後成為羅馬行省色雷斯的一部份。這一時期，城市的支配領域十分廣大，西至登薩河、北至默森布里亞、南至布爾加斯湖。安基阿盧斯有著典型羅馬都市的色彩，特別是在2世紀至3世紀，城市十分繁榮，是色雷斯最重要的貿易據點。

### 拜占庭時代初期
然而在3世紀中期，隨著北方蠻族的侵入，其繁榮宣告結束。270年，哥特人一度征服了城市。戴克里先曾在294年10月28日至10月30日期間來到安基阿盧斯。隨著戴克里先和君士坦丁大帝修復了城市，城市也恢復了繁榮。加上距離帝國新首都君士坦丁堡頗近，安基阿盧斯成為供給食物的據點。
東哥特王國的狄奧多里克國王曾在476年前往阿德里安堡的途中來到安基阿盧斯。拜占庭的高階將軍維塔里安曾在513年在這一地區發起叛亂。至515年將軍戰敗期間，安基阿盧斯和附近都市一度被其勢力支配。5世紀至6世紀期間，安基阿盧斯成為自治大主教區（autocephalous archbishopric）。之後斯拉夫人和阿瓦爾人又侵入這裡，安希亞羅斯在584年再次被征服。阿瓦爾的可汗巴揚（Баян）曾在這裡居住數月，並和拜占庭之間簽訂和約。拜占庭皇帝莫里斯在征伐北方之前，也曾來到過安基阿盧斯。

### 拜占庭帝國、保加利亞帝國時代
681年之後，在第一次保加利亞帝國的形成過程中，安基阿盧斯在兩個帝國的衝突中有著重要的作用。708年，拜占庭查士丁尼2世的軍隊在安基阿盧斯附近完敗于保加利亞帝國可汗特維爾（Тервел）的軍隊。763年6月30日，特雷斯（Телец）率領的保加爾人的軍隊又戰敗于君士坦丁5世的軍隊。766年6月21日，君士坦丁5世的2600艘大型船在前往安希亞羅斯的途中沉沒，皇帝被迫從安基阿盧斯撤退至君士坦丁堡。
783年，伊琳娜女皇指揮了征服色雷斯的戰役，安基阿盧斯被破壞的城牆也得到了修復。安基阿盧斯在812年被保加利亞帝國可汗克魯姆（Крум）征服，保加爾人和斯拉夫人來到安基阿盧斯。拜占庭在864年恢復了對安基阿盧斯的統治。
在917年8月20日，在安基阿盧斯附近爆發了安基阿盧斯戰役，這是保加利亞帝國皇帝西美昂1世最大的戰果之一。西美昂的軍隊戰勝了軍力超過自己的拜占庭將軍萊奧·福卡斯率領的軍隊。直至971年為止，安基阿盧斯都被保加利亞帝國統治。之後拜占庭帝國又曾奪回安基阿盧斯。第二次保加利亞帝國建國之後，保加利亞再次興起。至1366年城市被威尼斯騎士阿梅迪奧六世征服之前，安基阿盧斯的統治權在拜占庭和保加利亞之間數度易手。

### 奧斯曼帝國時代
奧斯曼帝国在14世紀之後開始侵入巴爾幹半島。直至1453年君士坦丁堡淪陷之前，安基阿盧斯都是拜占庭的防衛線。在奧斯曼帝國統治期間，城市是君士坦丁堡東正教會教區的中心之一。1453年之後至19世紀初期期間，這裡一直有拜占庭貴族的家系居住，是文化、宗教、經濟、政治上的中心。有兩位君士坦丁堡大主教都是安基阿盧斯出身，分別是米哈伊爾三世（1170–1178）、耶利米亞斯二世（1572–1579, 1580–1584, 1587–1595）。
1828年至1829年期間，爆發了俄土戰爭。1829年7月11日，俄羅斯帝國征服了安基阿盧斯，在這之後的1年里安基阿盧斯都被俄羅斯統治。這一時期，城市的居民大多是希臘人，並且也有一些保加利亞人和土耳其人。人口約有5千-6千人，市內有6個東正教的教堂和1個清真寺。俄羅斯軍隊撤離東保加利亞之後，許多人都往北方的基督教國家避難。

### 保加利亞解放之後
安基阿盧斯在1878年1月27日脫離了奧斯曼帝國的支配，至1886年保加利亞統一為止，是東魯米利亞的一部份。19世紀至20世紀期間，隨著布爾加斯的急速發展，城市逐漸失去了其在保加利亞南部黑海沿岸地區的重要性。城市後來作為鹽和葡萄酒的生產中心再度興起。在1934年改名為波摩里埃。許多來自東色雷斯的難民，特別是第一次世界大戰之後來自羅森格勒（Лозенград、Lozengrad）的難民遷居到這裡。而希臘人則被趕出城市，他們在希臘建設了新安基阿盧斯（Νέα Αγχίαλος）。

## 觀光
- 市美術館
- 鹽博物館
- 古代色雷斯人的墳墓（公元3世紀）
- 19世紀的傳統木造建築
- 聖母誕生大教堂（1890年）
- 主顯聖容節大教堂（1765年）
- 聖格奧爾基修道院（1856年）

## 其他
南極利文斯頓島上的波摩里埃點的名稱就是來自于波摩里埃。

## 外部連結
- Official website of Pomorie （页面存档备份，存于）
- Anhialo.info - the web portal of Pomorie （页面存档备份，存于）
- Pomorie municipality （页面存档备份，存于）
- Pomorie.net （页面存档备份，存于）
- St George's Monastery of Pomorie
- Image Gallery of the Pomorie Municipality
- Pomorie Beehive Tomb （页面存档备份，存于）